# Женская сборная Великобритании по регби-7
Женская сборная Великобритании по регби-7 (англ. Great Britain women's national rugby sevens team) — женская национальная сборная, которая представляет Великобританию на турнирах по регби-7 в рамках летних Олимпийских игр. Образована перед началом регбийного турнира на Олимпиаде в Рио-де-Жанейро благодаря квалификации Англии в финальную часть. На самом турнире заняла 4-е место. В составе сборной Великобритании по регби-7 имеют право выступать регбистки, играющие за сборные команды по регби-7 Англии, Уэльса и Шотландии.
Благодаря победе Англии на европейском континентальном отборе 2019 года Великобритания снова отобралась на Олимпиаду, на которой выступила в 2021 году, снова заняв 4-е место.

## Образование

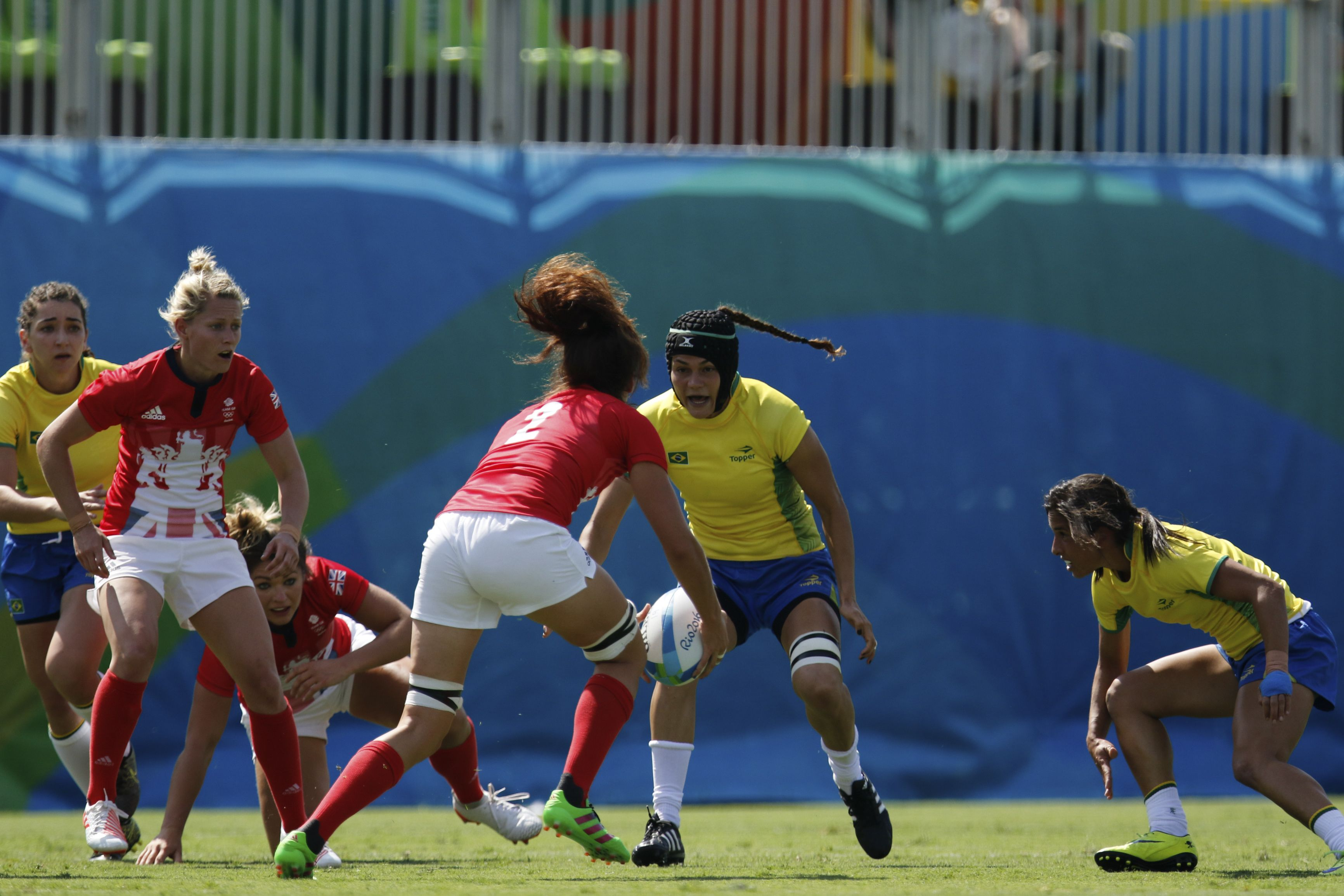
Матч Олимпиады 2016 между сборными Бразилии и Великобритании

Регби в качестве нового вида спорта был включён в программу летних Олимпийских игр в 2009 году, однако не было ясно, на каких основаниях в турнире может принять участие Великобритания. В международных соревнованиях по регби-7 отдельно выступают сборные Англии, Уэльса и Шотландии — частей Великобритании. Изначально предполагалось, что Великобритания получит право на участие в Олимпиаде в случае успешного прохождения квалификации хотя бы одной из этих сборных, однако Международный олимпийский комитет и Международный совет регби заблокировали инициативу и поставили свои условия: Великобритания может выбрать только одну сборную, которая должна завершить успешно квалификацию для допуска Великобритании на Олимпиаду. Считалось, что Великобритания, заявляющая три команды, будет пользоваться необоснованным преимуществом по сравнению с другими странами.
Регбийные союзы частей Великобритании приняли решение доверить Англии миссию по прохождению квалификации на Олимпиаду в Рио-де-Жанейро и допуску Великобритании. Это означало, что сборные Уэльса и Шотландии должны сняться с Мировой серии по регби 2014/2015; также занимаемые ими места на чемпионате Европы по регби-7 не шли в зачёт сборной Англии и давали преимущество некоторым другим командам. На этапе Мировой серии 2015 года в Амстердаме Англия выиграла матч за 3-е место у сборной США и получила заветную путёвку на Олимпиаду, заняв итоговое 4-е место в серии, которое позволяло напрямую квалифицироваться в Рио.
Специально был образован Британский союз регби-7 (англ. GB Rugby Sevens), который разрешил участвовать не только Регбийному союзу Англии, но и Валлийскому и Шотландскому регбийным союзам участвовать в формировании исполнительного комитета и принимать решения о включении игроков в сборную Великобритании. В мае 2015 года бывший игрок в регбилиг Джо Лайдон был назначен ответственным за выбор тренера сборной.

## Право выступления
В сборную Великобритании по регби-7 имели право попасть игроки сборных Англии, Шотландии и Уэльса на основании того, что регбистки этих сборных имели гражданство Великобритании, что не противоречило требованиям Международного олимпийского комитета. Регбийный союз для женщин представлял кандидатуры игроков, которые могла принять или отклонить Британская олимпийская ассоциация. Могла выставляться кандидатура только той регбистки, которая сыграла хотя бы один матч в Мировой серии по регби-7, чемпионате Европы по регби или любом другом турнире за 14 месяцев до старта Игр.
Международный олимпийский комитет разрешал формально игрокам из Северной Ирландии играть за сборную Великобритании, однако Ирландский регбийный союз воспротивился подобной инициативе: поскольку он занимался управлением регби в Республике Ирландия и Северной Ирландии, то ирландцы потребовали, чтобы североирландские игроки призывались только в сборную Ирландии. МОК постановил: в случае непопадания Ирландии на Олимпиаду североирландские игроки получат право выступать за Великобританию.

## Достижения

### Летние Олимпийские игры
| 2016  | Матч за 3-е место | 4-е | 6  | 4 | 2 | 0 |
| 2020  | Матч за 3-е место | 4-е | 6  | 3 | 3 | 0 |
| Итого | 0 побед           | 2/2 | 12 | 7 | 5 | 0 |